# Ти коли-небудь робив це?
«Ти коли-небудь робив це?» — кінофільм режисера Джастіна Леонарда Стаубера, що вийшов на екрани в 2003 році.

## Зміст
Каліфорнійська пустеля, десь між Долиною Смерті і Лос-Анджелесом. Вона - цілеспрямована, жива, красива дівчина. Після сварки по телефону зі своїм колишнім приятелем вона викидає телефон. Він - гарний, зухвалий молодий чоловік, що виріс на вулиці, який намагається дістатися назад у Лос-Анджелес автостопом. До зустрічі героїв залишається декілька хвилин. Комедія положень, що нагадує класичні голлівудські фільми з несподіваним кінцем.

## Ролі
| Актор          | Роль |
| -------------- | ---- |
| Алі Гейдж      | -    |
| Стефен Шпігель | -    |

## Знімальна група
- Режисер — Джастін Леонард Стаубер
- Продюсер — Андреа Бален, Чарльз Артур Берг, Нанні Ербен